# Natale Erbinovi
Natale Erbinovi (Busto Arsizio, 30 gennaio 1912 – ...) è stato un calciatore italiano, di ruolo portiere.

## Carriera
Dopo gli esordi nella Pro Patria in Serie B, in Serie C con il Legnano, passa al Siena con cui conquista la promozione in Serie B al termine della stagione 1937-1938; debutta tra i cadetti nel 1938-1939 disputando quattro campionati con i toscani.
Prima della seconda guerra mondiale disputa un altro campionato di Serie C con il Prato, e nel dopoguerra, dopo aver militato nel Prato fino al 1945, torna al Siena giocando per altre due stagioni in Serie B. Conta in totale 113 presenze in sei campionati cadetti.

## Palmarès

### Club

#### Competizioni nazionali
- Serie C: 1

Siena: 1937-1938